# Acha
Acha (en russe : Аша) est une ville de l'oblast de Tcheliabinsk, en Russie et le centre administratif du raïon d'Acha. Sa population s'élevait à 31 152 habitants en 2013.

## Géographie
La ville se trouve au pied des hauteurs de Karataou, sur le versant occidental de l'Oural. Elle est arrosée par la rivière Sim. Elle est située à la frontière du Bachkortostan, à 337 km à l'ouest de Tcheliabinsk et à 81 km au nord-est d'Oufa, sur la voie ferrée qui relie ces deux villes.

## Histoire
Acha fut fondée en 1898 en relation avec la construction d'une usine métallurgique, établie là en raison des facilités de transport offertes par la voie ferrée Samara–Zlatooust pour le minerai et les produits métallurgiques.
Acha accéda au statut de commune urbaine en 1928 et à celui de ville le 20 juin 1933.
Le 4 juin 1989, une catastrophe ferroviaire eut lieu à 12 km d'Acha, sur le Transsibérien. La catastrophe fut provoquée par l'explosion d'un nuage de gaz naturel échappé d'une canalisation au passage de deux trains de voyageurs. La catastrophe fit 575 morts et plus de 800 blessés, pour la plupart des enfants se rendant ou revenant de vacances au bord de la mer Noire. La catastrophe est la plus grave jamais survenue sur les chemins de fer soviétiques.

## Population
Recensements (*) ou estimations de la population
| 1931  | 1939*  | 1959*  | 1970*  | 1979*  |
| ----- | ------ | ------ | ------ | ------ |
| 6 300 | 23 566 | 36 494 | 37 378 | 36 122 |

| 1989*  | 2002*  | 2010*  | 2012   | 2013   |
| ------ | ------ | ------ | ------ | ------ |
| 38 646 | 33 926 | 31 881 | 31 542 | 31 152 |

## Économie
L'Usine métallurgique d'Acha (AMZ), mise en service en 1898, est spécialisée dans les produits laminés (capacité de production de 560 000 tonnes par an).